# Leonidas (chocolade)
Leonidas is een Belgische keten die hoofdzakelijk chocolade en pralines verkoopt. De winkelketen heeft internationaal meerdere vestigingen en verkoopt onder andere verse pralines, roomijs, banketbakkersproducten (confiserie), marsepein en decoratie. Als belangrijkste product noemt Leonidas "de beroemde Belgische bonbons".

## Geschiedenis en vestigingen
Leonidas Kestekides, van Griekse afkomst, werd op 18 juli 1882 geboren in de provincie Niğde in Turkije. Op zijn 18e begon hij een wijnhandel in Italië, maar toen dit mislukte emigreerde hij naar de Verenigde Staten, waar hij zich als banketbakker in New York vestigde.

De Verenigde Staten namen officieel niet deel aan de Wereldtentoonstelling van 1910 in Brussel, maar als lid van een Grieks-Amerikaanse delegatie verwierf Kestekides er met zijn confiserie een bronzen medaille; hij leerde er ook zijn vrouw Joanna Emelia Teerlinck kennen. Het paar ging in Gent wonen, waar hij drie jaar later op de wereldtentoonstelling een gouden medaille won. Nog tijdens die tentoonstelling begon hij een patisserie, ijssalon en tearoom aan de Veldstraat 34, in Gent en ook met de productie van pralines.

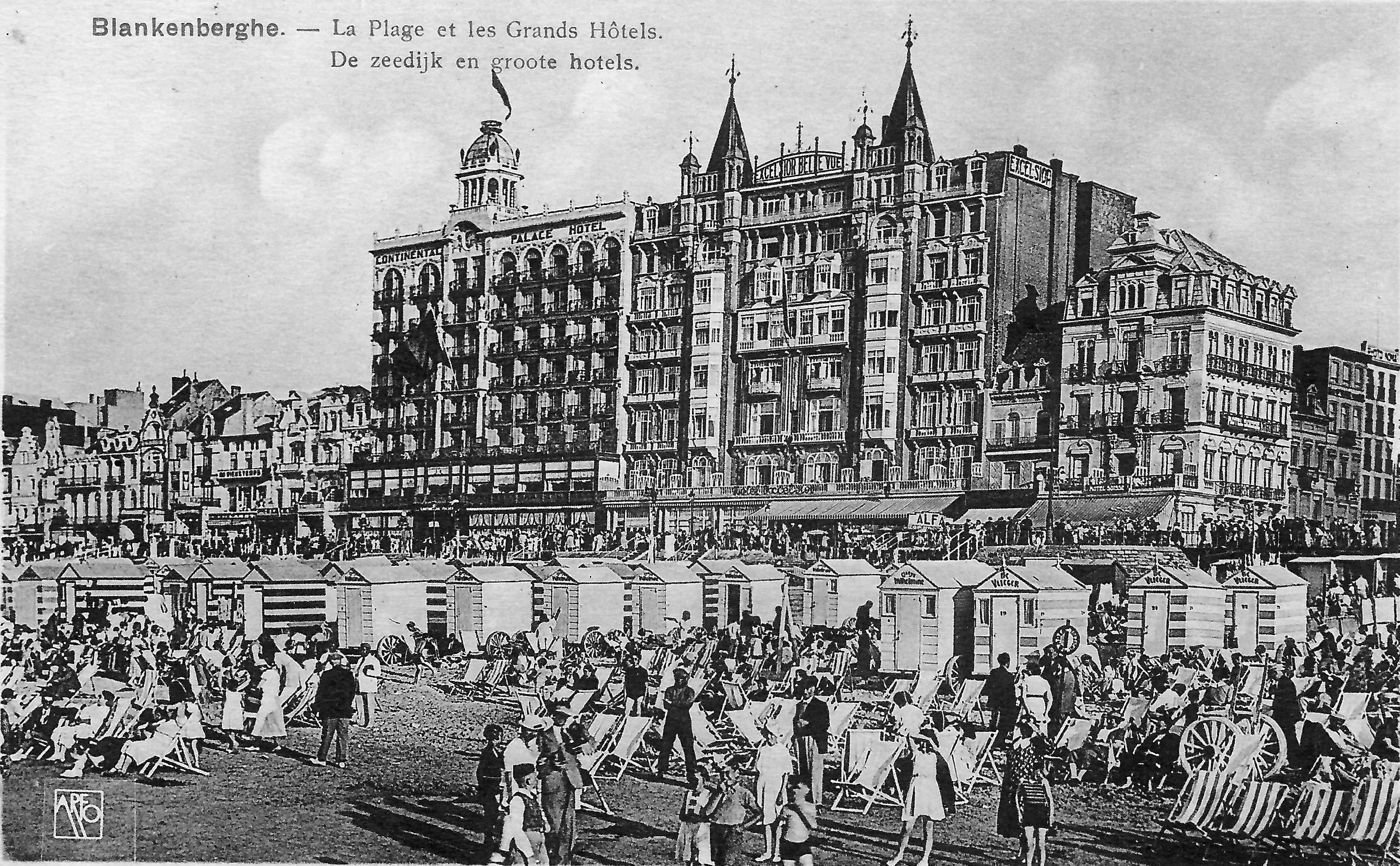
Blankenberge strand in de jaren 1920

Een eerste filiaal kwam er na de Eerste Wereldoorlog in Blankenberge, dat tijdens de Belle époque een luxueuze vakantiebestemming was geworden. Onder het Hotel du Lion d'Or opende hij een "Salle de dégustation et Buffet froid" tegenover de Leeuwentrap.
Vanaf 1922 kwamen er verschillende familieleden, waaronder Leonidas' neef Basilio (Vassilios) Kestekides en medio 1923 het pasgeboren neefje Jean Daskalidès, over naar Gent als gevolg van de voor Grieken sterk verslechterde politieke situatie in Turkije. Een jaar later begon Leonidas een zaak in Brussel, terwijl Basilio er pralines ging maken die hij vanaf een door een paard getrokken kar in de stad verkocht. Het duurde tien jaar voor de politie hem dit verbood, waarna hij in 1935 een nieuwe, karakteristieke, formule bedacht: de verkoop vanuit een schuifraam in een klein pand, aan de Anspachlaan 58. Dit werd een succes en nadat hij twee jaar later zijn pralines geregistreerd had met de naam van zijn neef bleef de verkoop via het raam nog jarenlang een kenmerk in het toenemend aantal filalen.
Leonidas Kestekides overleed op 20 februari 1948. Basilio verhoogde de productie steeds meer en verhuisde zelf naar de Anspachlaan 46, nu nog een van de Brusselse filialen. In 1966 werd een eerste franchisezaak geopend in Aalst, een eerste dito zaak in Frankrjk begon in 1969 in Rijsel.
Na de dood van Basilio (2 april 1970) nam Jean Daskalidès gedurende zeven jaar de leiding over en werden steeds meer vestigingen in binnen- en buitenland (West-Europa en ook de Verenigde Staten) opgericht. Hij werd opgevolgd door andere familieleden van Kestekides; de belangrijkste rol werd daarbij toen gespeeld door Basilio's broer, Yannis Kestekoglou, die zijn taverne in Loutsa (Attica) achterliet en als enige het oorspronkelijke Turkse suffix -oglou (zoon van) in zijn naam had behouden.
De Confiserie Leonidas SA vestigde vanaf dan haar hoofdkwartier in de voormalige Crown-Baelefabriek in Anderlecht (Jules Graindorlaan 41-43). 
Er ontstonden conflicten tussen de familieleden, vooral in de jaren 1990. Vanaf 2003 werd daarom een externe manager aangesteld, sinds 2017 is dit Philippe de Selliers de Moranville.
Vanaf 2007 worden, naar het voorbeeld van Starbucks, wereldwijd Leonidas Chocolates Cafés geopend.
Het bedrijf heeft nu zelf 400 werknemers, de franchisenemers 10.000. Sinds 1 oktober 2021 heeft Leonidas het keurmerk van de Rainforest Alliance.

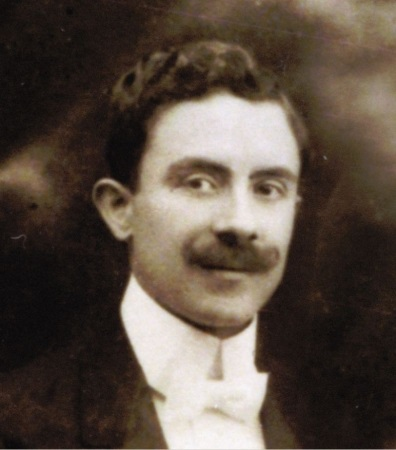
Leonidas Kestekides

Leonidas is nu eigendom van de Grieks-Belgische families Kestekidou en Kestekoglou, die samen plaats 610 innemen op de lijst van rijkste Belgen.
In 2016 werd directeur Dimitrios Kestekoglou genoemd in het kader van de Panama Papers.
Leonidas heeft ongeveer 1300 winkels in 40 landen, waarvan 400 in België; 55 procent van zijn omzet haalt Leonidas in België. Begin 2023 verloor het bedrijf in Nederland 20 winkels door het faillissement van distributeur Min in Roosendaal. Vanaf 2024 wordt gebouwd aan een nieuwe vestiging in Nijvel, waarheen de kantoren, productie en distributie zullen verhuizen.

## De naam Leonidas
De naam Leonidas is afkomstig van de oprichter van het bedrijf, Leonidas Kestekides. Toen Kestekides' neef Basilio Kestekides het bedrijf van Leonidas overnam, noemde hij het uit eerbetoon Leonidas. Leonidas is tevens de naam van een Spartaanse koning, vandaar ook het logo en het lettertype waarin het woord Leonidas over het algemeen wordt afgebeeld op de verpakking van de chocolademakerij.